# جسيم كربوكسيلي

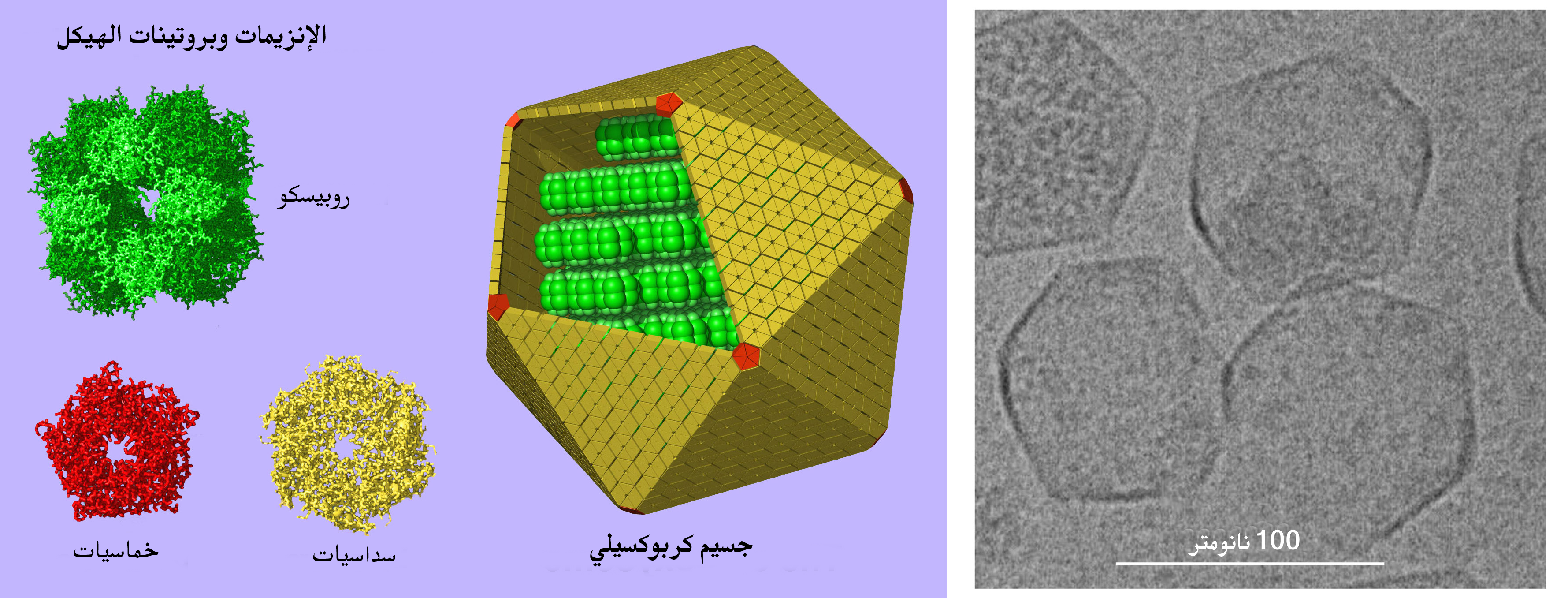

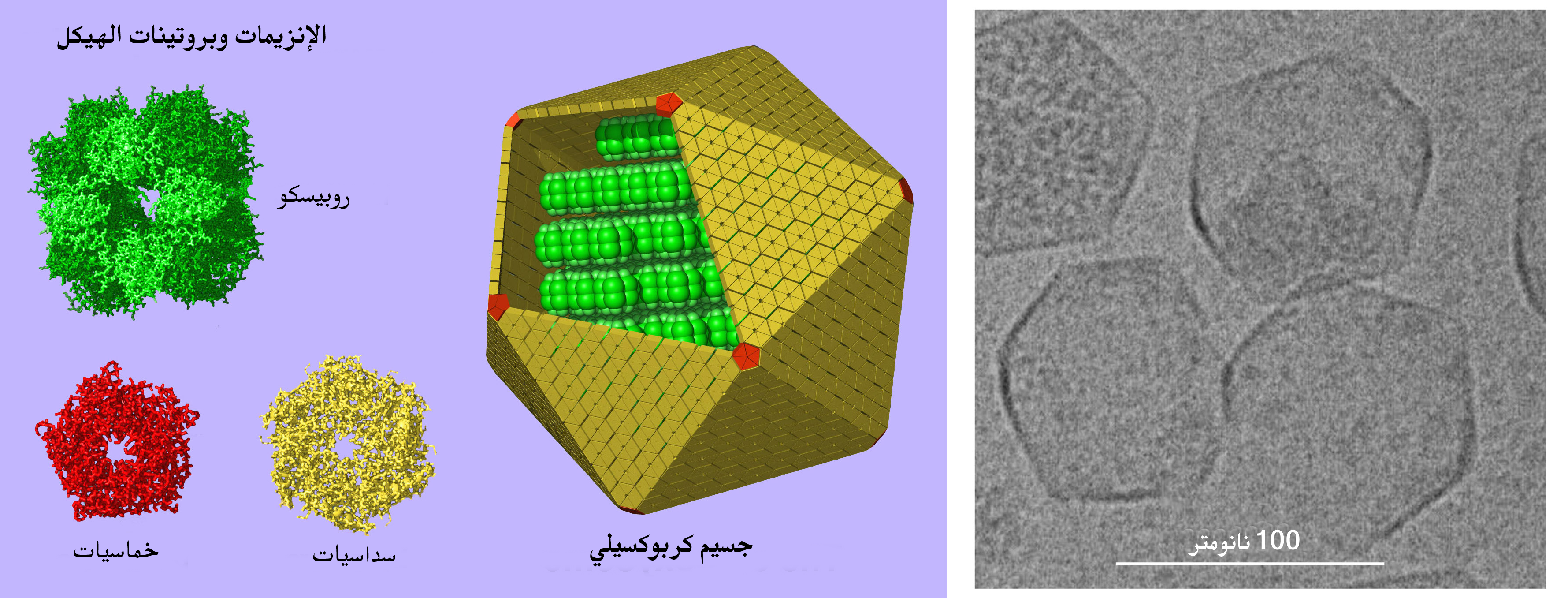

الجسيمات الكربوكسيلية أو كربوكسيسومات (بالإنجليزية: Carboxysome)‏ هي عضيات خلوية بكتيرية تتكون من قشرة بروتينية كثيرة السطوح مليئة بإنزيم الروبيسكو، وهو الإنزيم السائد في تثبيت الكربون وفي تحديد معدل التفاعل في التفاعلات غير المعتمدة على الضوء والأنهيدراز الكربوني.
تُعتبر الجسيمات الكربوكسيلية أفضل مثال مَدروس على الحيز البكتيري الدقيق.